# Rejon koszedarski
Rejon koszedarski (lit. Kaišiadorių rajono savivaldybė) – rejon w centralnej Litwie.